# 蔵歩実
蔵 歩実（くら あゆみ、1988年8月26日 - ）は、日本のファッションモデル。
愛知県出身。元オスカープロモーション所属で、現在はホリプロ系列のモデルエージェンシー「ブース」に所属している。

## 略歴
- 2008年、日中韓三カ国 友好大使杯 国際スーパーモデルコンテストで第2位、友好大使賞も受賞[2]
- 2009年、旭化成グループキャンペーンモデルを務める[2]。
- 2010年、Asia Modelstar Awardsを受賞。

## 出演

### テレビ番組
- TA☆RO（中京テレビ）

### CM
- イエローハット（2013年）

### 雑誌
- HONEY couture（徳間書店）
- 月刊SWIM（ランナーズ）